# Hyporthodus perplexus
Hyporthodus perplexus är en fiskart som först beskrevs av Randall, Hoese och Last, 1991.  Hyporthodus perplexus ingår i släktet Hyporthodus och familjen havsabborrfiskar. IUCN kategoriserar arten globalt som otillräckligt studerad. Inga underarter finns listade i Catalogue of Life.